# كارل فريثغوف سميث
كارل فريثغوف سميث (بالنرويجية البوكمول: Carl Frithjof Smith)‏ هو رسام وأستاذ جامعي نرويجي، ولد في 5 أبريل 1859 في كريستيانية في النرويج، وتوفي في 11 أكتوبر 1917 في فايمار في ألمانيا.